# صهيونية تصحيحية

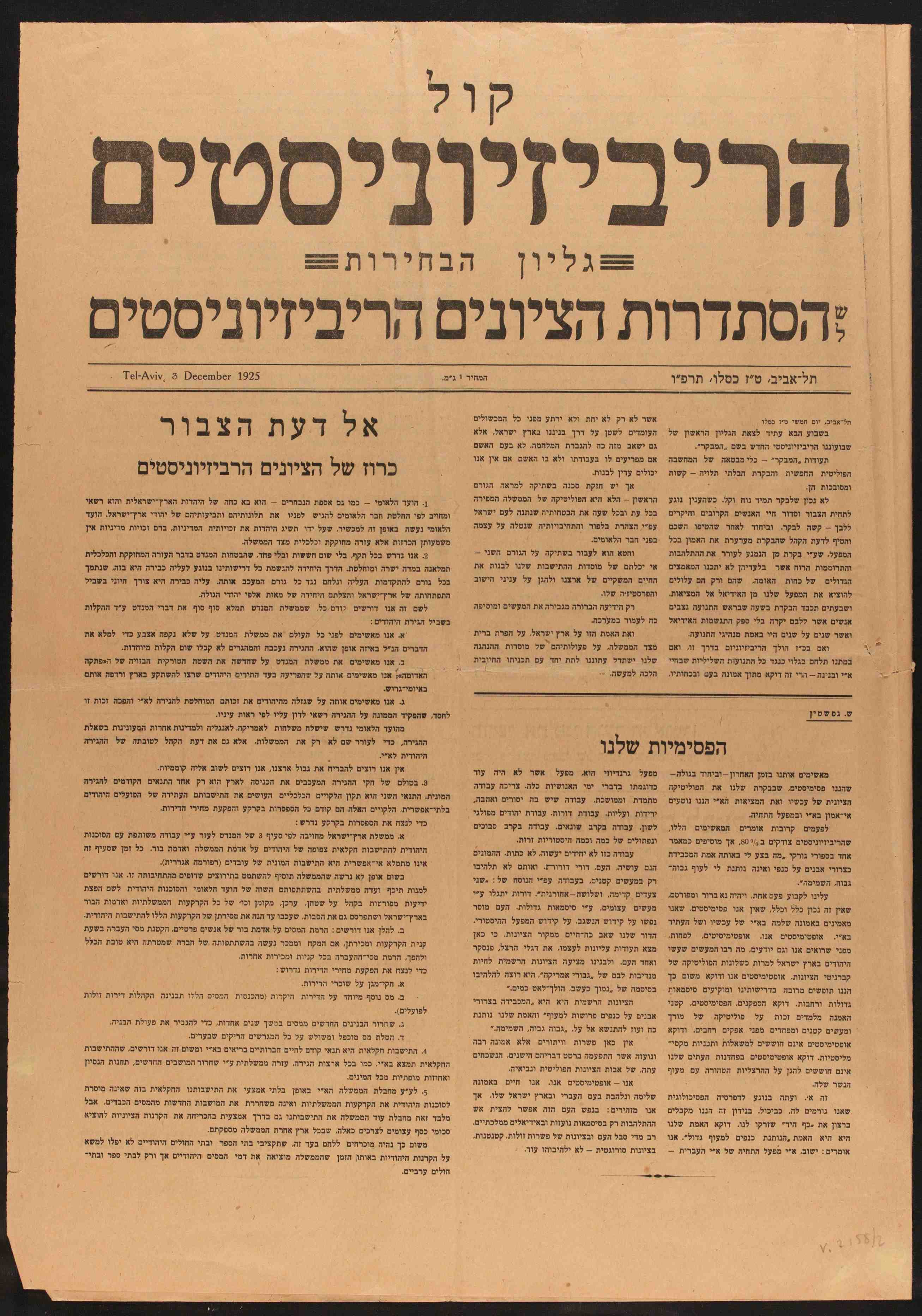
سياسة الصهيونية التصحيحية

الصهيونية التصحيحية (بالعبرية: ציונות רוויזיוניסטית) (بالإنجليزية: Revisionist Zionism) هي أيديولوجية طورها زئيف جابوتنسكي، الذي دعا إلى مراجعة (الصهيونية العملية) لديفيد بن غوريون وحاييم وايزمان والتي ركزت على استيطان أرض إسرائيل (أرض الميعاد) من قبل أفراد مستقلين. اختلفت الصهيونية التصحيحية عن الأنواع الأخرى من الصهيونية بشكل أساسي في أقصى حدودها الإقليمية. أصر المراجعون على حق اليهود في السيادة على أرض إسرائيل بأكملها والتي اعتبروها مساوية لفلسطين الانتدابية وشرق الأردن. كانت الصهيونية التصحيحية هي المنافس الأيديولوجي الرئيسي للصهيونية الاشتراكية.
في عام 1935، استقال جابوتنسكي من المنظمة الصهيونية العالمية بعد أن رفضت السلطة التنفيذية الصهيونية برنامج جابوتنسكي السياسي ورفضت القول بأن «هدف الصهيونية هو إقامة دولة يهودية». أسس جابوتنسكي المنظمة الصهيونية الجديدة (NZO) المعروفة بالعبرية باسم Tzakh للقيام بنشاط سياسي مستقل من أجل الهجرة الحرة وإقامة دولة يهودية.
ركزت الصهيونية التصحيحية في سنواتها الأولى تحت قيادة جابوتنسكي على كسب الدعم من بريطانيا للاستيطان. في وقت لاحق بدأت الجماعات التنقيحية المستقلة عن جابوتنسكي حملات ضد البريطانيين لفتح باب الهجرة خلال الثلاثينيات وبعد وثيقة الكتاب الأبيض الذي حد بشدة من حق اليهود في الهجرة في وقت كان يعتبر حاسمًا مع اكتساب النازيين للسلطة.
أثرت الصهيونية التصحيحية بقوة على الأحزاب الإسرائيلية اليمينية لا سيما الحيروت وخليفته الليكود.

## تاريخ
في عام 1925 أسس جابوتينسكي حلف الصهيونيين التصحيحيين (هتسوهار), كحركة صهيونية سياسية. يعود اسم الحركة التصحيحية إلى ندائها بإجراء إصلاحات شاملة وإعادة إمعان النظر في سياسة الإدارة الصهيونية تجاه الحكومة البريطانية وسلطات الانتداب في بلاد إسرائيل.
قد حمل عنوان جريدة «رازويسط» من تحرير جابوتينسكي شعار الحركة التصحيحية:
«هدف الصهيونية هو: بلاد إسرائيل بمثابة دولة وحيدة من ضفتي الأردن».
في السنوات الأولى من سلطات الانتداب في فلسطين دعم جابوتينسكي في التعاون مع بريطانيا على شرط أنها تقوم بتطبيق ميثاق الإنتداب على روح وعد بلفور، ولكن عندما أخذت بريطانيا تتراجع عن دعمها في الفكرة الصهيونية، لفت جابوتينسكي الإنتباه إلى خيانة سلطات الإنتداب وحتى دعا إلى مكافحتها. وفي عام 1923 إنسحب من الإدارة الصهيونية احتجاجاً على سياسة حاييم فايتسمان رئيس المنظمة الصهيونية حينئذ التي كانت متسامحة ومعتدلة حسب رأيه في تعاملها مع السياسة المناهضة للصهيونية التي اتخذتها حكومة الإنتداب البريطاني في بلاد فلسطين. إنَّ دعم الجيل الصاعد في شرقي أوروبا وفي وسطها في إحتجاج جابوتينسكي ساهم في وقت لاحق في تبلور الحركة التصحيحية. «علينا أن نتصرف كأمة والاستعداد لكل الاحتمالات».
هذا ونادت الحركة التصحيحية بالكفاح السياسي الصارم وبحوض الكفاح العسكري في نفس الوقت، بهدف إيجاد حل لمشكلة يهود الجاليات. ودعت إلى اتخاذ سياسة من توجيه الضغوط بواسطة عرائض وتظاهرات إحتجاجية جماهيرية إستهدفت حث بريطانيا على تأسيس دولة يهودية من ضفتي الأردن كما تعهدت به في الماضي.
كذلك، وضعت الحركة التصحيحية نصب عينيها العمل على إحداث إنطلاقة لدى مؤسسات الدولة فيما يتعلق بالاستيطان في بلاد فلسطين من أجل دعم قدرة البلاد على استيعاب الجماهير الغفيرة من اليهود الذين يشكلوا فيها أغلبية يهودية. كما أراد جابوتينسكي وأعضاء الحركة إعادة إقامة الكتائب اليهودية في الجيش البريطاني، بغية المراعاة والحفاظ على النشاطات والمشاريع الصهيونية. حسب اعتقادهم، قد تؤدي هذه الخطوات إلى توقيع اتفاقية سلام مع العرب انطلاقا من موقف قوة يستند إلى الجبهة العسكرية المحصنة وعلى القوة الأخلاقية للنشاطات والمشاريع الصهيونية. «الطريق الوحيد للوصول إلى اتفاقية (مع العرب) هو الحائط الحديدي – أي: قوة في بلاد إسرائيل لا يستطيع أي تأثير عربي أن يؤدي إلى تقويض أسسها».
وفي عام 1923 أقام جابوتينسكي في ريغا اللتوانية حركة الشبيبة للحركة التصحيحية (حلف ترومبلدور – بيتار) وكان رئيسها. استندت القيم الرئيسية للحركة إلى إنجاز الصهيونية بوساطة بذل الجهد الجهيد في دعم فكرة تسيون بدون المزيج من الأيديولوجيات الأجنبية (ومنها الاشتراكية), ومن خلال تعلم اللغة العبرية، الطاعة، احترام الغير، الحفاظ على قيمة النبالة والشهامة في كل طرق وأنماط حياة الإنسان وإجراء دورات التأهيل العسكري ولطلائعي نحو تجنيد الشباب اليهود لأداء الخدمة الإلزامية لمدة سنتين في بلاد إسرائيل. «يعلم الشباب اليهود تماما أنه لا توجد خدمة أفضل وأنبل من خدمة الشخص حامل السلاح الذي يحافظ على سلامة العمل القومي».
وفي سنوات الثلاثين من القرن العشرين انتشرت حركة (بيتار) في صفوف السكان اليهود في أنحاء العالم ولكن استقرت خاصة في شرقي أوروبا. في بلاد إسرائيل اشترك خريجو (بيتار) في الدفاع عن تل أبيب في الاضطرابات الدموية لعام 1929; وفي الجليل والسامرة أقامت الحركة «سرايا التجنيد» وفي القدس القديمة أقامت «سرية حائط المبكى». وفي عام 1933 أقامت حركة (بيتار) المدارس البحرية – والتي أشهرها هي المدرسة البحرية في سيفيتيافيتسيا في إيطاليا. في هذه المدرسة أكمل دراستهم قباطين الأسطول اليهودي الذي غير من اسمه في وقت لاحق إلى سلاح البحرية الإسرائيلي. كما نظمت حركة (بيتار) أيضا دورة تعليم الطيران، وساهمت إلى حد بعيد في تنظيم الهعبالا (الهجرة غير القانونية إلى يلاد إسرائيل), ومن ثم شكل أعضاؤها نواة منظمة العمال القومية ومنظمة «الإيتسل» (المنظمة العسكرية القومية).
هذا وفي المؤتمر الصهيوني السابع عشر في عام 1931 لم يُقبل اقتراح التصحيحيون بتحديد الغاية النهائية للصهيونية على أنها «خلق غالبية يهودية في بلاد إسرائيل من ضفتي الأردن». وبعد مقتل حاييم فايتسمان ازداد التوتر في العلاقات بين الحركة التصحيحية والأحزاب اليسارية داخل المنظمة الصهيونية، على الرغم مما حاوله زعماء السكان اليهود في بلاد إسرائيل من جسر الفجوات بين الأطراف. وفي عام 1933 أخذ جابوتينسكي على عاتقه إدارة الحركة وفي الاستفتاء الذي أجري في العام نفسه صادق 93.8% من أعضاء «هتساهر» (الصهيونيين التصحيحيين) على خطوته. «للإصلاحية طريقة تعامل مميزة مع كل نواحي المسألة الصهيونية; كما أنها تنعدم المؤهلات المطلوبة بصورة عضوية لبناء ما قامت جهات أخرى من أنماط وخطط».في عام 1935, السنة التي قررت فيها المنظمة الصهيونية فرض الحظر على أعضائها القيام بإجراء النشاطات السياسية المستقلة، اعتزل جابوتينسكي من هذه المنظمة ليقيم المنظمة الصهيونية الجديدة (هتساح). وشارك في الجلسة التأسيسية في فينا 713,000 شخص من 32 دولة، قد اختاروا جابوتينسكي رئيسا للمنظمة الصهيونية الجديدة.
وفي سنوات الثلاثين ازدادت العلاقات المتوترة بين الحركة التصحيحية والأحزاب اليسارية داخل المنظمة الصهيونية. وصارت متوترة أكثر في أعقاب مقتل حاييم أرلوزوروف في حزيران 1933, علما بأن ما اقترحه جابوتينسكي، إلياهو جولومب ودافيد بن غوريون بهدف جسر الفجوات في أوساط السكان اليهود في بلاد إسرائيل لم يُقبل في الاستفتاء الذي أجري في صفوف أعضاء المنظمة الصهيونية. «كان اليهود يهتمون فقط بإيقاد شموع لإحياء ذكرى الأرواح. عندما تزداد قوة» المنظمة«الشابة، فيزداد أملكم قوة أيضا».
الإيتسل (المنظمة العسكرية القومية) تأسس عام 1931 بعد الانقسام الذي وقع في صفوف منظمة (الهاغانا) في القدس. وجَّه المنسحبون الانتقادات إلى قادة هذه المنظمة حول عجزها في الدفاع عن السكان اليهود في بلاد إسرائيل في أثناء الاضطرابات الدموية لعام 1929. وفي السنوات الأولى من تأسيس (الإيتسل) وبالتالي تشييده، حظرت السلطات البريطانية على جابوتينسكي أن يدخل إلى بلاد إسرائيل، مما حال دون اشتراكه بشكل فعال في (الإيتسل), ولكن لم ينتع تأثيره القوي في هذه المنظمة. وفي عام 1936 صار (الإيتسل) الذراع العسكرية الخاصة بالصهيونيين التصحيحيين (هتساهر). أيد جابوتينسكي عمليات الرد التي نفذتها المنظمة على خلفية أعمال العداء والقتل التي نفذتها العصابات العربية بحق اليهود في الاضطرابات الدموية للأعوام 1936-1939. كانت هذه الأعمال تتناقض مع سياسة «التنحي جانبا». وفي عام 1937 صار جابوتينسكي القائد الأعلى للـ«إيتسل» وحمل هذا اللقب حتى وفاته عام 1940.
وقد دعم التصحيحيون في الاقتصاد الليبرالي الحر. حسب اعتقادهم، الأيديولوجيات الأجنبية ومنها حرب الطبقات والاشتراكية والشيوعية قد تعرض النشاطات والمشاريع الصهيونية للخطر. في مؤسسات المنظمة الصهيونية طالب التصحيحيون بإقامة اتحادات مهنية تعمل حسب معايير قومية. كذلك، طالب هؤلاء بإقامة مكتب عمل محايد، إجراء تحكيم قومي في نزاعات العمل ووضع (الهاغانا) خارج مسؤولية المنظمة الصهيونية (الهستدروت).
وعندما اعتلى النازيون عرش الحكم نادت قيادة الحركة التصحيحية بفرض العقوبات الاقتصادية على ألمانيا. وعارض التصحيحيون اتفاقية النقل (ترانسفير) التي تم توقيعها عام 1933 بين الوكالة اليهودية والسلطات النازية والتي قضت بتبديل جزء من أملاك اليهود الذين تركوا ألمانيا بالبضائع الألمانية، والتي تم إرسالها إلى إسرائيل. وفي عام 1934 قطعت منظمة (عمال التساهر وبيتار) علاقتها مع المنظمة (الهستدروت) العامة ومع مؤسساتها في بلاد إسرائيل وأسست اتحاد العمال القومي (هعال).
وفي السنوات 1934-1935 بادرت الحركة التصحيحية إلى «مشروع العريضة» الذي كان الهدف منه هو توجيه الضغوط إلى بريطانيا بوساطة عريضة لكي تفي بريطانيا بما تعهدت به في مثياق الانتداب على بلاد إسرائيل، علمًا بأنه وقع أكثر من 60,000 يهودي على العريضة. في تلك السنوات شرع التصحيحيون في تنفيذ هجرة «على الرغم من» (أف عال بي) – هجرة غير قانونية لليهود إلى البلاد، ابتداءً من الطرق البرية ومرورا بطريق البحر بواسطة سفن المهاجرين. هاجر إلى إسرائيل آلاف اليهود بهذه الطرق.
في عام 1936 أقامت الحكومة البريطانية لجنة فيل والتي كانت لجنة تحقيق رسمية كان الهدف منها فحص ظروف وملابسات الثورة العربية التي وقعت في العام نفسه واستخلاص العبر فيما يتعلق بمصير بلاد إسرائيل. لقد رفضت الحركة التصحيحية خطة لجنة فيل لتقسيم بلاد إسرائيل إلى دولتين: يهودية وعربية. «بلاد إسرائيل، بما أنه كل ما تمتلكه هذه البلاد وكل ما فيها من الأمور الجديرة بالمدح والمجد لهي تعود إلينا إلى الشعب الإسرائيلي».
وفي عام 1938 بلورت الحركة خطة الإخلاء التي فكر فيها جابوتينسكي، والتي تمحورت حول الإخلاء السريع والمنظم لمليون ونصف يهودي من شرقي أوروبا إلى بلاد إسرائيل. وُجِّهت إلى هذه الخطة انتقادات شديدة من قبل عوامل يهودية وصهيونية تخوفا من ازدياد نسبة اللاسامية في بولندا ودول أخرى. وعندما اندلعت الحرب العالمية الثانية عمل جابوتينسكي وحركته على إقامة جيش يهودي يحارب جنبا إلى جنب مع جيوش الدول الحلفاء. ولكن بعد وفاة جابوتينكسي في آب 1940 عمل التصحيحيون على تعزيز تجنيد المتطوعين من السكان اليهود في بلاد إسرائيل في صفوف الجيش البريطاني.
هذا وفي أعقاب الحرب العالمية الثانية لم تعد تعمل فروع «بيتار» في أوروبا، وشارك أعضاء الحركة في ثورة الغيتوهات وفي وحدات المقاومة (البرتيزانيم) التي حاربت النازيين، وفي أواخر الحرب وبعدها كانوا ناشطين في حركة «الفرار» – الهجرة غير القانونية لنجاة المحرقة النازية إلى بلاد إسرائيل.
وفي عام 1946 تفككت المنظمة الصهيونية الجديدة; وصار حلف (التساهر) الموحد مرة أخرى عضوا في المنظمة الصهيونية وشارك في المؤتمر الصهيوني الـ22. وفي عام 1949 لم يقبل التصحيحيون القدماء في بلاد إسرائيل ما اقترحه مناحيم بيغن والذي كان قائد (الإيتسل) من الانضمام إلى حركة الحيروت، وتنافسوا ضمن قائمة خاصتهم. وفي الانتخابات للكنيست الأولى لم ينجح التصحيحيون في الدخول إلى الكنيست في حين نالت حركة الحيروت 14 مقعدًا. وفي عام 1950, قبل الانتخابات للكنيست الثانية، اتحد التصحيحيون مع حركة الحيروت وأصبحوا «حلف حيروت – هتساهر».